# Pogonatum cirratum
Pogonatum cirratum är en bladmossart som beskrevs av Bridel 1827. Pogonatum cirratum ingår i släktet grävlingmossor, och familjen Polytrichaceae. Inga underarter finns listade i Catalogue of Life.